# Gotlandais
Le gotlandais (en suédois : gotländska) lecte du suédois, parlé par les habitants de l'île de Gotland en Suède. Il est à distinguer du gutnisk, plus archaïque, que l'on considère le plus souvent comme une langue distinct du suédois.